# Cellé
Cellé település Franciaországban, Loir-et-Cher megyében. Lakosainak száma 225 fő (2022. január 1.). Cellé Bonneveau, Fontaine-les-Coteaux, Savigny-sur-Braye, Troo, Bessé-sur-Braye és La Chapelle-Huon községekkel határos.

## Népesség
A település népességének változása:
| Lakosok száma | 301  | 250  | 261  | 258  | 242  | 234  | 225  | 228  | 226  | 225  |
|               | 1968 | 1982 | 1990 | 2006 | 2013 | 2015 | 2017 | 2019 | 2020 | 2022 |